# Apothetoeca
Apothetoeca là một chi bướm đêm thuộc họ Gelechiidae.